# アジア太平洋数学オリンピック
アジア太平洋数学オリンピック（アジアたいへいようすうがくオリンピック、英語: Asian Pacific Mathematics Olympiad）は高校生以下を対象とする数学の競技の国際大会。略称はAPMO。
日本は2005年から参加しており、日本数学オリンピックの高校2年生以下の本選受賞者と日本ジュニア数学オリンピックの金・銀賞受賞者が試験に参加することができ、そのうち上位10名が日本代表選手として表彰される。2019年までは高校3年生の前年の日本数学オリンピックの本選受賞者も参加可能であった。

## 競技内容
試験形式は日本数学オリンピック・日本ジュニア数学オリンピックの本選とおおむね同様である。試験は毎年3月上旬に国内の会場で行われ、4時間で5問を解答する。試験後、各国の1・3・7位の答案を主催国に提出し、最終的な順位や点数を決定する。
問題は1問あたり7点満点で採点され、35点満点である。

## 概要
1989年から開催された数学オリンピックであり、南北アメリカやアジア諸国の多くの国が参加している(ただし中国など、参加していない国も存在する)。
各賞の授与基準は以下の通りに定められている。
- 参加者の中での偏差値が60以上であり、また国内で1位であった場合は金賞が与えられる。
- 参加者の中での偏差値が53.3以上であり、また国内で3位以内であった場合は銀賞が与えられる。
- 参加者の中での偏差値が46.7以上であり、また国内で7位以内であった場合は銅賞が与えられる。
- 金・銀・銅賞の獲得には至らなかったが、特定の条件(「1問以上で満点を獲得する」など、年によって異なる)を満たした者には優秀賞が与えられる。